# 倉本憲一

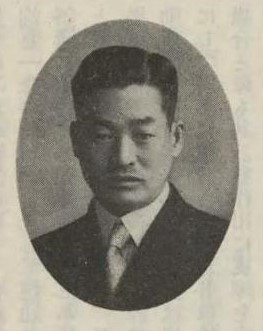
倉本憲一

倉本 憲一（くらもと けんいち、明治22年（1889年）- 没年不明）は、日本の発明家。
広島県立工業学校、東京電機学校を卒業した。逓信省灯台局、沖電気会社、東京計器製作所、東京瓦斯電気工業会社、日本光機工業会社などに勤務した。
大正14年に独立して回転計の研究を行い、特許を取得した。

## 特許
- 特許第75964号 回転計制動機構